# Ján Nálepka

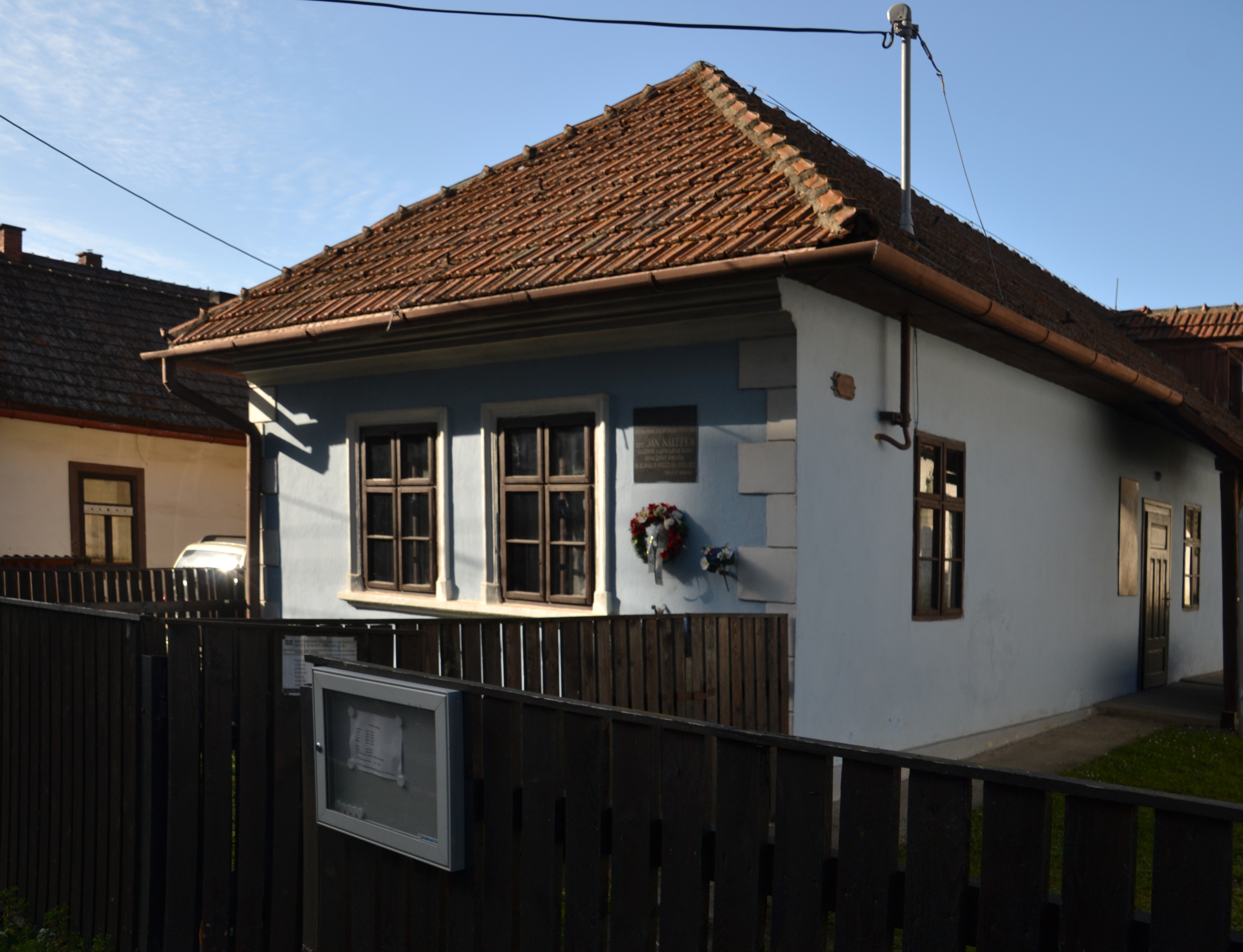
La casa natale del capitano Ján Nálepka a Smižany.

Il capitano Ján Nálepka, nome di battaglia capitano Repkin (Smižany, 20 settembre 1912 – Ovruč, 16 novembre 1943), è stato un ufficiale e partigiano slovacco.

## Biografia
Nel 1931 si diplomò all'istituto magistrale di Spišská Nová Ves e successivamente fu impegnato come insegnante a Dolná Mariková, a Biele Vody, a Stupava e a Poruba pod Vihorlatom. Prima della guerra fu membro del Partito agrario. Come insegnante era noto per le sue opinioni progressiste, di sua propria iniziativa cercava di perfezionare i metodi di insegnamento. La sua attività di insegnante fu interrotta dalle vicende della Guerra slovacco-ungherese del 1939, in cui prese parte attiva come ufficiale slovacco contro le unità ungheresi di Miklós Horthy, che il 23 marzo 1939 invasero la Slovacchia attraverso il confine orientale con la Rutenia subcarpatica. Nálepka fu tenente di fanteria e fu decorato per il coraggio dimostrato.  
Dopo lo scoppio della Seconda guerra mondiale combatté nel settembre del 1939 nell'Invasione slovacca della Polonia. Nel 1941 fu inviato sul fronte orientale con il grado di centurione. hodnosti stotník. Fu impegnato dapprima nello stato maggiore della divisione di rifornimento, successivamente dal febbraio 1942 come aiutante del comandante del reggimento e capo dello stato maggiore del 101º reggimento nell'oblast' di Žytomyr. A poco a poco, iniziarono a radunarsi attorno a lui ufficiali e soldati antifascisti, con l'aiuto dei quali iniziò a organizzare attività antifasciste e diserzioni dei soldati slovacchi verso l'esercito sovietica. Nel fare ciò, dall'agosto 1942, collaborò con la popolazione sovietica e con i partigiani nella regione di Minsk e in Polesia, dove guidarono le attività delle truppe slovacche. Fornì a civili e partigiani cibo, medicine e informazioni sulle attività delle truppe tedesche e dei loro alleati.
All'epoca molti soldati slovacchi stabilirono buoni rapporti con la popolazione locale. Gli ucraini erano per loro fratelli slavi, con i quali non era difficile comunicare. Inoltre, i soldati comprendevano le difficoltà della vita dei piccoli contadini, poiché la maggior parte di loro proveniva dalla stessa condizione. Ci fu persino una tregua tra i partigiani e i soldati slovacchi, che consisteva nel fatto che il gruppo veloce non inseguiva né attaccava i partigiani che la ignoravano. Tuttavia, il comando del 101º Reggimento fu presto accusato di fraternizzare con il nemico.

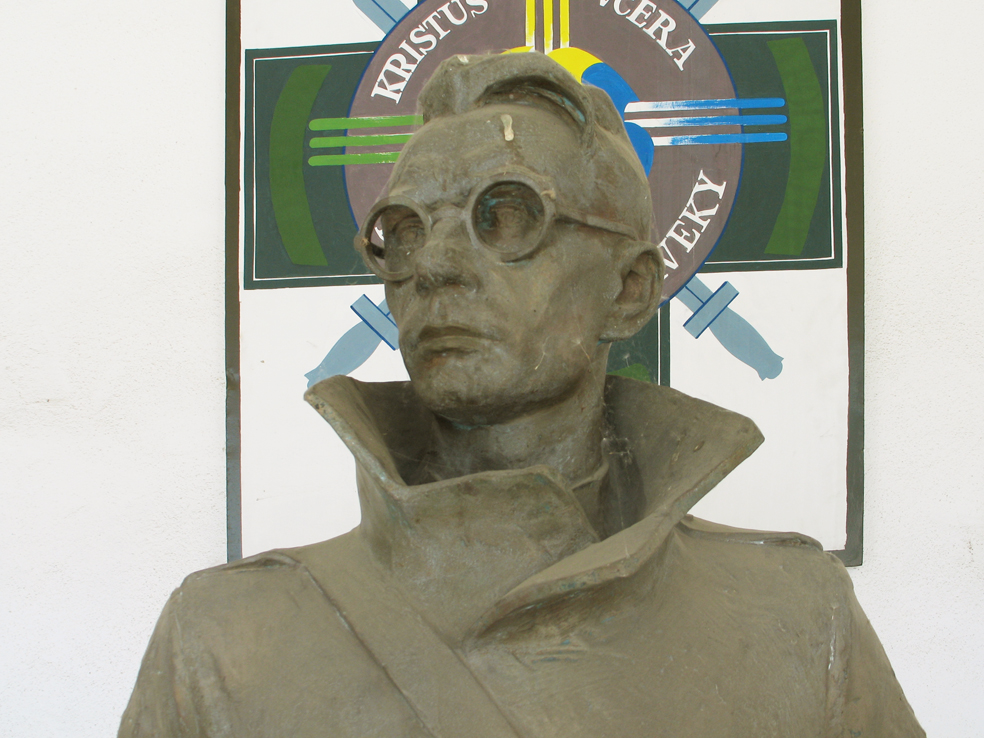
Busto del generale in memoriam Ján Nálepka a Rožňava, opera di Teodor Baník.

Ján Nálepka nell'ambito delle sue attività illegali entrò in contatto con il comandante dei partigiani sovietici Aleksandr Saburov. Nella notte fra il 14 e il 15 maggio 1943 si unì con il sottotenente Lysák e con il tenente  Michal Petro alle forze partigiane. In una lettera segreta della fine del mese il generale Saburov invitò anche altri membri del 101º reggimento a unirsi alla parte sovietica. Tuttavia, erano già avvenuti cambiamenti organizzativi e avvicendamenti all'interno dell'unità. Ján Nálepka adottò il nome in codice Repkin tra i partigiani e divenne comandante della prima unità partigiana cecoslovacca in Unione Sovietica. Attraverso le sue attività, contribuì all'espansione del movimento antifascista tra gli slovacchi schierati sul fronte orientale. Accanto ai partigiani sovietici, prese parte alla lotta contro il nazismo. Le sue attività, così come il suo passaggio nelle file dei partigiani sovietici, minarono significativamente il morale della divisione di rifornimento, che fu presto trasferita nell'Italia settentrionale, dove sarebbe entrata nuovamente in contatto con il movimento partigiano. 
Il capitano Nálepka morì durante la liberazione della città ucraina di Ovruč nel novembre del 1943. Fu sepolto a Černivci.

## Riconoscimenti
Ján Nálepka fu l'unico slovacco che durante la Seconda guerra mondiale fu decorato con il titolo di eroe dell'Unione Sovietica sulla base di un decreto del Presidium del Soviet supremo del 2 maggio 1945. Fu insignito dell'Ordine militare del Leone Bianco di I classe e il 31 agosto 1996 dell'Ordine di Ľudovít Štúr di II classe alla memoria per la partecipazione attiva alla resistenza antifascista.

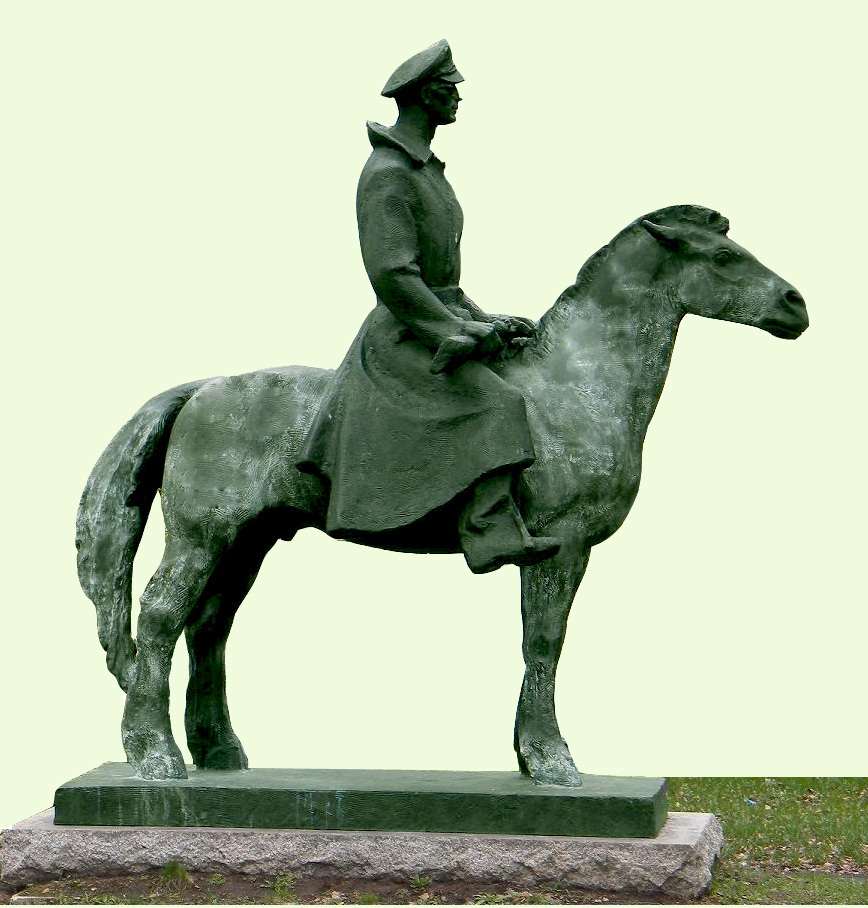
Statua del capitano Ján Nálepka a Stupava.

Oltre a molte vie in Slovacchia e in Repubblica Ceca, gli fu intitolato il villaggio di Nálepkovo (chiamato fino al 1948 Vondrišel) nel distretto di Gelnica, le cascate Nálepka - un sistema di cascate nella gola Zejmar del Paradiso slovacco, una sorgente di acqua potabile vicino al villaggio di Modra nad Cirochou nel distretto di Humenné.
Il 7 maggio 2004 è stato promosso dal presidente della Repubblica slovacca al grado di generale di brigata alla memoria.

## Nella cultura
Il romanzo di Miloš Krno Vrátim sa živý ("Tornerò vivo") del 1961 descrive l'attività di Nálepka sul fronte orientale.
Del 1972 è il film di guerra biografico di guerra del 1972 Zajtra bude neskoro ("Domani sarà tardi"), diretto da Martin Ťapák, il protagonista è il capitano Nálepka, interpretato da Milan Kňažko.